# Yi Yun-yong (général)
Pour les articles homonymes, voir Yi.
Yi Yun-yong (hangeul : 이윤용, hanja : 李允用, 5 septembre 1855 – 8 septembre 1938) est un fonctionnaire et général coréen, dont l'image est aujourd'hui très négative en raison de sa collaboration avec le Japon (chinilpa).

## Biographie
Né le 24 juillet 1855 (selon le calendrier lunaire) à Pyongyang, Yi est affecté à Yijo en tant que membre du Don-Nyeong Bu en 1868. Un an plus tard, il est nommé Byeolgunjik, puis ministre de l'Économie en 1894. La même année, il est nommé chef de la police. Au cours de son mandat, il réprime le coup d'État du prince Youngsun, ce qui lui apporte le mépris de Daewongun. Yi est l'un de ceux qui accèdent à des positions élevées bien qu'ils soient des seoeol.
Après l'assassinat de la reine  Min en 1894, il est considéré comme un homme politique anti-japonais et perd son poste auprès de Yi Wan-Yong, Yi Bum-jin, et Min Sang-ho. De plus, sa participation à l'incident de la porte Chunsaeng l'oblige à s'exiler à la légation américaine avec d'autres politiciens pro-américains. Plus tard, il devient un homme politique pro-russe et dirige l'exil de Gojong à la légation russe. Comme son jeune frère, il est partisan du Club de l'indépendance, et participe financièrement à la construction de la Porte de l'Indépendance (en). En octobre 1896, Yi reçoit Dmitri Poutiata (en) comme instructeur russe et lui demande de former 2 200 personnels coréens. Bientôt, Min Young-hwan, qui a amené ces instructeurs, le remplace comme nouveau ministre de l'Armée.
En plus d'être un fonctionnaire, Yi est également un homme d'affaires. Afin de protéger les droits de navigation à Incheon, il crée une société de transport maritime reliant de nombreux ports coréens qui est la première compagnie maritime coréenne à disposer d'un total de cinq navires. Durant la guerre russo-japonaise de 1904-1905, quatre des navires de la firme sont cependant réquisitionnés par les Japonais pour le transport de leurs forces et de leurs ravitaillements.
Cependant, à la fin des années 1900, Yi devient un collaborateur pro-japonais. En 1909, il négocie avec l'armée vertueuse en pleine croissance, et fait pression sur elle avec 200 000 wons. Il rejoint de nombreuses organisations pro-japonaises comme la GukCi Yushidan. Après l'annexion de la Corée par le Japon en 1910, il reçoit le titre de baron de la part du gouvernement japonais. Il continue sa vie de collaborateur pro-japonais et rejoint de nombreuses organisations pro-japonaises. Il devient instructeur de l'organisation bouddhique Ongho en 1917 et de Daejeong Chinmok Hui en 1921. Le 2 novembre 1928, il est nommé membre du Jungchuwon du gouvernement colonial japonais et reçoit 3 000 wons chaque année. Il meurt en 1938 et son titre de baron est transmis à son petit-fils.